# Manlio Sodi

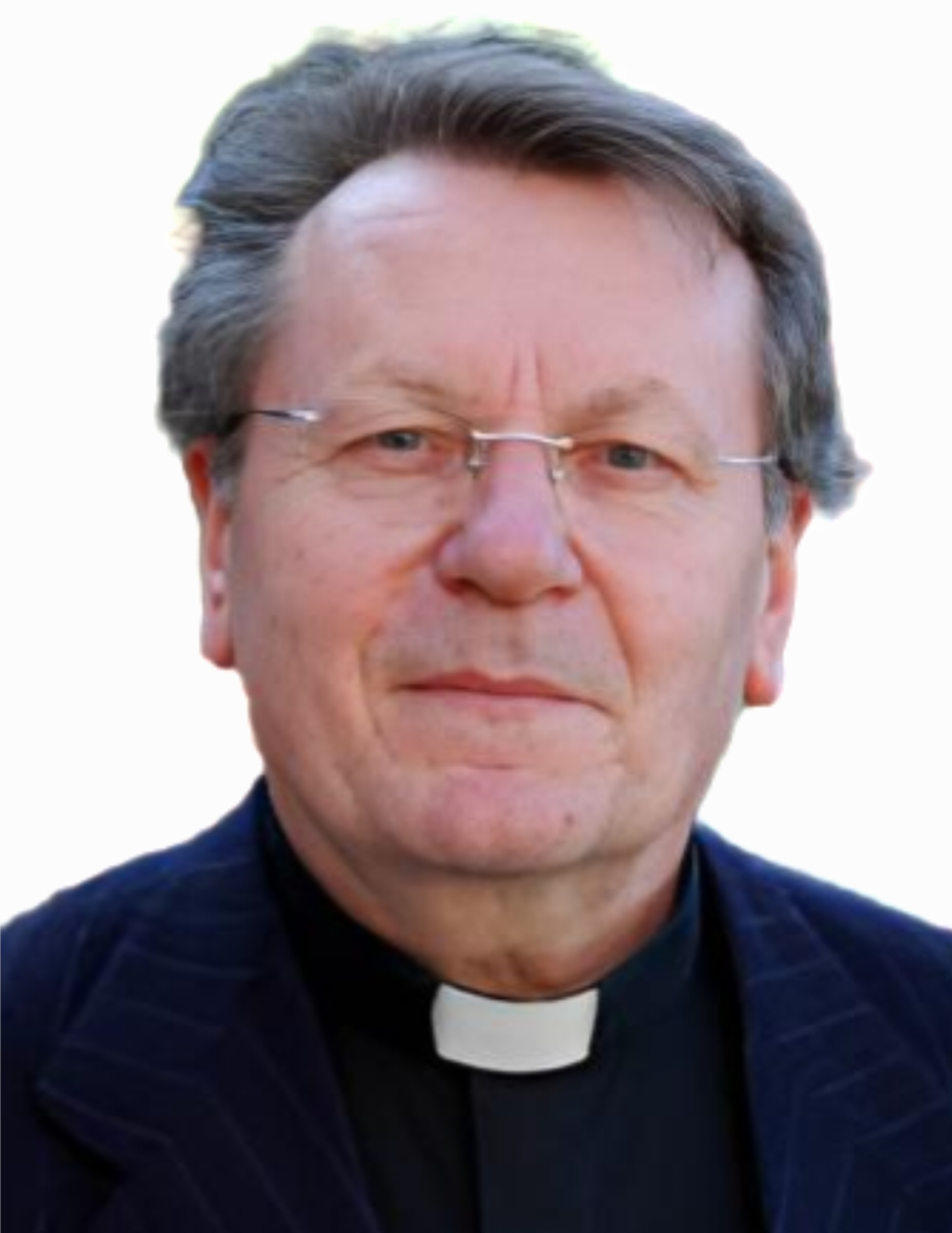
Manlio Sodi

Manlio Sodi (* 22. Januar 1944 in Sinalunga, Provinz Siena) ist ein italienischer Liturgiewissenschaftler. Er ist bekannt als Herausgeber liturgischer Bücher. Vom April 2009 bis zum Juni 2014 war er Präsident der Päpstlichen Akademie für Theologie.

## Leben
Nachdem er 1973 das Lizenziat in Theologie an der Päpstlichen Universität der Salesianer erworben hatte, gefolgt 1975 vom Lizenziat in Liturgie und 1978 dem Doktorat in Liturgie jeweils am Anselmianum, arbeitet er als Professor für Liturgie, Sakramente und Homiletik an der Päpstlichen Universität der Salesianer und war von 1999 bis 2005 Dekan der Theologischen Fakultät.
Seit 1986 hat er an zahlreichen Lexika für Katechetik, Jugendpastoral, Erziehungswissenschaft, Friedenstheologie, Mystik, Liturgie, Theologie des Blutes Christi und Homiletik mitgearbeitet. Zwischen 1997 und 2005 gab er die Reihe „Monumenta Liturgica Concilii Tridentini“ heraus, seit 2000 arbeitet er an der Reihe „Monumenta Studia Instrumente Liturgica“ (Bände 7 und folgende) und seit 2007 an der Reihe „Monumenta Liturgica Piana“ sowie der Reihe „La persona al centro“ mit. Von 1978 an war er im Redaktionsrat für die Zeitschrift „Rivista Liturgica“, 1997 wurde er Direktor dieses Rates.
Von 1984 bis 1999 war er Konsultor der Kongregation für den Gottesdienst und die Sakramentenordnung. Seit 1994 ist er Konsultor im Amt für die Liturgischen Feiern des Papstes und seit 1999 ordentliches Mitglied der Päpstlichen Akademie für Theologie, deren Präsident er im April 2009 geworden ist. Seit 2002 lehrt er an der Internationalen Päpstlichen Marianischen Akademie.

## Schriften

### Als Verfasser und Mitverfasser
- Liturgia e musica nella formazione salesiana. Pontificio Ateneo Salesiano, Rom 1984.
- mit Antonio María Javierre Ortas: Con Maria verso Cristo. Messe della Beata Vergine Maria. San Paolo Edizioni, Cinisello Balsamo 1990, ISBN 8-821-51882-5.
  - spanische Ausgabe: Con María hacia Cristo: Misas de la Virgen María. Centre de Pastoral Litúrgica, Barcelona 1997, ISBN 8-474-67437-9.
- Famiglia Salesiana in preghiera. Testi per la celebrazione dell’Eucaristia e della Liturgia delle Ore. Direzione Generale Opere Don Bosco, Rom 1995.
- mit Natale Benazzi: Il rito e il messaggio. Dieci teologi interpretano l’ultimo secolo. Piemme, Casale Monferrato 2000, ISBN 8-838-44719-5.
- La parola di Dio nella celebrazione eucaristica / The word of God in the eucaristic celebration. Tavole sinottiche / Synoptic tables. Libreria Editrice Vaticana, Rom 2000, ISBN 8-820-92446-3.
- Il messale di Pio V. In latino la messa del III millennio? Edizioni Messaggero Padova (EMP), Padua 2007, ISBN 978-88-250-1946-9.

### Als Herausgeber und Mitherausgeber
- mit Cesare Bissoli und Giuseppe Morante: Anno liturgico: itinerario di fede e di vita. Elle Di Ci, Leumann (Turin) 1988, ISBN 8-801-10129-5.
- Giovani, liturgia e musica. Libreria Ateneo Salesiano, Rom 1994, ISBN 8-821-30295-4.
- mit Alessandro Toniolo: Pontificale Romanum. Editio princeps (1595–1596). Libreria Editrice Vaticana, Città del Vaticano 1997, ISBN 8-820-98135-1.
- mit Achille Triacca: Dizionario di Omiletica. Elle Di Ci, Leumann (Turin) 1998, ISBN 88-01-01424-4.
- mit Achille Triacca: Breviarium Romanum. Editio princeps (1568). Libreria Editrice Vaticana, Città del Vaticano 1999, ISBN 8-820-92868-X.
- mit Achille Triacca: Caeremoniale Episcoporum. Editio princeps (1600). Libreria Editrice Vaticana, Città del Vaticano 2000, ISBN 8-820-97065-1.
- mit Giacomo Baroffio: Graduale de Tempore iuxta ritum sacrosanctae Romanae Ecclesiae. Editio princeps (1614). Libreria Editrice Vaticana, Città del Vaticano 2001, ISBN 8-820-97116-X.
- mit Alessandro Toniolo: Concordantia et Indices Missalis Romani. Editio typica tertia. Libreria Editrice Vaticana, Città del Vaticano 2002, ISBN 8-820-97353-7.
- mit Enrico Dal Covolo: Il latino e i cristiani. Un bilancio all’inizio del terzo millennio. Libreria Editrice Vaticana, Città del Vaticano 2002, ISBN 8-820-97315-4.
- mit Alessandro Toniolo: Praenotanda Missalis Romani. Textus, concordantia, appendices. Editio typica tertia. Libreria Editrice Vaticana, Città del Vaticano 2003, ISBN 8-820-97452-5.
- mit Juan Javier Flores Arcas: Rituale Romanum. Editio princeps (1614). Libreria Editrice Vaticana, Città del Vaticano 2004, ISBN 8-820-97436-3.
- mit Giuseppe La Torre: Pietà popolare e liturgia. Teologia – Spiritualità – Catechesi – Cultura. Libreria Editrice Vaticana, Città del Vaticano 2004, ISBN 8-820-97609-9.
- mit Roberto Fusco: Martyrologium Romanum. Editio princeps (1584). Libreria Editrice Vaticana, Città del Vaticano 2005, ISBN 8-820-97675-7.
- Il „Pontificalis liber“ di Agostino Patrizi Piccolomini e Giovanni Burcardo (1485). Libreria Editrice Vaticana, Città del Vaticano 2006, ISBN 8-820-97619-6.
- Testimoni del Risorto. Martiri e Santi di ieri e di oggi nel Martirologio Romano. Edizioni Messaggero Padova (EMP), Padua 2006, ISBN 8-825-01716-2.
- mit Arianna Antoniutti: Enea Silvio Piccolomini. Pius Secundus. Poeta laureatus. Pontifex Maximus. Edizioni Shakespeare and Company, Rom / Libreria Editrice Vaticana, Città del Vaticano 2007, ISBN 978-88-209-7936-2.
- mit Antonio Zanardi Landi: Enea Silvio Piccolomini – Papa Pio II: Europa (De Europa, 1458–1461) (= Sapientia ineffabilis, Bd. 40). IF Press, Rom 2024, ISBN 978-88-6788-354-7.
- mit Remigio Presenti: Enea Silvio Piccolomini – Papa Pio II: Asia (De Asia, 1461). IF Press, Rom 2024, ISBN 978-88-6788-360-8.
- mit A. W. Suski, P. Cecconi, A. Toniolo (edd.) Il Pastore di Erma. Introduzione, Traduzione “Vulgata”, Concordanza, Bibliografia = Veritatem inquirere 18, EDUSC, Roma 2024, pp. 259. ISBN 979-1254823194
- mit A. Toniolo, D. Medeiros: Collectio Missarum de Beata Maria Virgine. Introduzione, testo, concordanza, commento = Veritatem inquirere 19, Edusc, Roma 2025, pp. 247. EAN 9791254823613
- Una Parola viva ed efficace. Tra annuncio, celebrazione e vita = Sentieri della Parola 3, Edusc, Roma 2025, pp. 188. ISBN 9791254823880
- mit B. Brumana, T. Tiezzi: Musica in rosso e nero. Libri liturgici dal Cinquecento in poi = Il Moreni 26, Società Bibliografica Toscana, Sinalunga (Siena) 2025, pp. 111; in particolare le pp. 25-45: Culto, devozioni, pietà popolare. Un glossario per comprendere.

### Mitarbeit an Handbüchern
- Dizionario di Liturgia. San Paolo Edizioni, Cinisello Balsamo 1984.
- Dizionario di Catechetica. Elle Di Ci, Leumann (Turin) 1986, ISBN 88-01-11660-8.
- Dizionario di pastorale giovanile. Elle Di Ci, Leumann (Turin) 1989.
- Dizionario di Spiritualità biblico-patristica. Borla, Rom 1996.
- Dizionario di Scienze dell’Educazione. Elle Di Ci, Leumann (Turin) 1997.
- Dizionario di Teologia della Pace. Dehoniane, Bologna 1997.
- Dizionario di Mistica. Libreria Editrice Vaticana, Città del Vaticano 1998, ISBN 88-209-2482-X.
- Dizionario di scienze e tecniche della comunicazione. Pontificio Ateneo Salesiano, Rom 2002.
- Dizionario Teologico sul Sangue di Cristo. Libreria Editrice Vaticana, Città del Vaticano 2007.
- Dizionario di Ecclesiologia. Città Nuova, Rom 2010.
- Diccionario General de Derecho Canónico. Editorial Aranzadi, Pamplona 2012.